# Das große Basketball-Kidnapping
Das große Basketball-Kidnapping (Originaltitel: Celtic Pride) ist eine US-amerikanische Filmkomödie aus dem Jahr 1996. Regie führte Tom DeCerchio, das Drehbuch schrieb Judd Apatow.

## Handlung
Die besten Freunde fürs Leben, der Sportlehrer Mike O’Hara und der Klempner Jimmy Flaherty, sind durch ihre Liebe zu Boston und seinen Sportteams verbunden, insbesondere zu den Boston Celtics, die ihre letzte Saison im alten Boston Garden spielen. Als die Celtics Spiel 6 der NBA-Finals gegen die Utah Jazz verlieren und damit ein entscheidendes Spiel 7 in Boston angesetzt wird, sind Mike und Jimmy deprimiert und hoffnungslos. Zu allem Überfluss ist Mike wieder bei Jimmy eingezogen, nachdem seine Frau Carol, die seine ungesunde Besessenheit von den Celtics satt hat, ihn verlassen und den gemeinsamen Sohn Tommy mitgenommen hat. Jimmy und Mike stolpern in einem Bostoner Nachtclub über den egoistischen Ein-Mann-Show-Shooting Guard Lewis Scott von den Jazz. Zunächst in der Hoffnung, ihn so betrunken zu machen, dass er beim 7. Spiel verkatert ist, geben sich Mike und Jimmy als Utah-Fans aus. Dies führt jedoch dazu, dass sie auf ihr Idol Larry Bird treffen, der sie als seiner Meinung nach „Schönwetter“-Fans beschimpft. Doch die beiden bekommen mehr, als sie erwartet haben, als sie am nächsten Morgen Scott entführen, nachdem er in Jimmys Wohnung aufgewacht ist. Die beiden beschließen, Scott bis nach dem Spiel festzuhalten, da sie der Meinung sind, dass sie den Celtics in der Zwischenzeit zum Sieg verhelfen könnten, wenn sie schon ins Gefängnis müssen.
Scotts schlaue, arrogante Art steht im Gegensatz zu Jimmys und Mikes stümperhaftem Arbeiterleben. Er verhöhnt sie als abgehalfterte Verlierer und unterstellt Mike, dass er nur hinter ihm her ist, weil er neidisch auf Scotts Ruhm und Fähigkeiten ist. Mike wiederum beschimpft Scott für sein Verhalten auf und abseits des Platzes, einschließlich der Hauptrolle in einer kitschigen Oscar-Mayer-Hotdog-Werbung und dem Schwänzen des Trainings. Scott versucht, Jimmy gegen Mike aufzubringen, und als dies misslingt, flieht er, wird aber von einem feindseligen Taxifahrer und einem örtlichen Polizisten, Kevin, vereitelt, die beide ebenfalls Celtics-Fans sind.
Letztendlich fordert Mike Scott zu einem Eins-gegen-Eins-Spiel heraus, und die beiden werden lange vor Beginn des letzten Spiels handlungsunfähig gemacht. Bevor er davonläuft, stellt Scott die beiden vor ein Dilemma: Sie müssen ihn anfeuern und hoffen, dass die Jazz gewinnen, sonst wird er sie beide der Polizei ausliefern. Mike versöhnt sich mit seiner Frau und seinem Sohn, da er weiß, dass er ins Gefängnis gehen könnte, und Jimmy verabschiedet sich von seiner Großmutter. Beim Spiel überzeugen die beiden die anderen Celtics-Fans, dass sie nur so tun, als würden sie die Jazz anfeuern, und die erste Halbzeit endet mit einer Führung der Celtics. Mike, der weiß, dass die Jazz verlieren, weil Scott sich weigert, den Ball abzugeben, gibt ihm von der Tribüne aus eine aufmunternde Ansprache, und Utah schließt den Rückstand bis auf einen Punkt bei etwas mehr als 7 Sekunden Restspielzeit. Da nur noch ein Spielzug übrig ist und die Jazz den Ball haben, entscheiden sich Mike und Jimmy für das Leben statt für die Celtics, drücken Utah die Daumen und stürmen nach deren Sieg auf den Platz. Von Kevin angesprochen, der zuvor seine Hilferufe ignoriert hatte, leugnet Lewis, dass Mike und Jimmy die Entführung begangen haben und rettet sie so vor dem Gefängnis.
Ein paar Monate später hat Mike seiner Frau versprochen, sich nie wieder in ein Spiel der NBA Finals einzumischen. Aber jetzt ist Football-Saison. Er und Jimmy schleichen sich um 3:00 Uhr morgens in das Hotelzimmer von Deion Sanders.

## Kritiken
James Berardinelli schrieb auf ReelViews, der Film zeige beim näheren Betrachten mehr Intelligenz als man von seiner „wiederverwendeten“ Handlung erwarten könne, was er vor allem dem Gespür der Drehbuchautoren für Parodie verdanke. Er habe einige Schwächen wie das „übermäßig fröhliche“ Ende. Keiner der drei Hauptdarsteller biete eine „einprägsame“ Leistung, doch alle drei würden angemessen spielen.
Jack Mathews schrieb in der Los Angeles Times vom 19. April 1996, die Grundidee des Films sei nicht schlecht, aber weder Tom DeCerchio noch Judd Apatow setzten sie so um, dass sie funktioniere. Daniel Stern und Dan Aykroyd seien nicht witzig genug, um die Schwächen der gespielten stereotypen Charaktere zu überwinden. Damon Wayans wirke witziger als die beiden, aber der von ihm gespielte, „arrogante, selbstsüchtige“ Charakter wirke genauso „unsympathisch“ wie jene seiner Entführer.
Das Lexikon des internationalen Films schrieb, der Film sei ein „Versuch einer Komödie im Sportmilieu, der in allen Belangen als gescheitert angesehen werden muss und einfach nur noch lächerlich wirkt, ohne komisch zu sein“.

## Hintergründe
Der Film wurde in Boston gedreht. Er spielte in den Kinos der USA ca. 9,26 Millionen US-Dollar ein.